# Trenton Hassell
Trenton Lavar Hassell (Clarksville, 4 maart 1979) is een Amerikaans voormalig basketballer.

## Carrière
Hasell speelde collegebasketbal voor de Austin Peay Governors van 1997 tot 2001. In 2001 werd hij in de tweede ronde als dertigste in de NBA draft gekozen door de Chicago Bulls. Na twee seizoen in Chicago waar hij in iets meer dan de helft van de wedstrijden speelde als starter werd zijn contract in oktober 2003 ontbonden. Enkele dagen later tekende hij een contract bij de Minnesota Timberwolves. Bij de Timberwolves speelde hij vier seizoenen zo goed als altijd als starter. Hij haalde ook eenmaal de play-offs met hen. In 2004 tekende hij een contract bij Portland Trail Blazers maar de Timberwolves gaven hem hetzelfde en Hasell bleef in Minnesota.
In september 2007 werd hij geruild naar de Dallas Mavericks voor Greg Buckner. Na 37 wedstrijden voor Dallas werd hij in februari 2008 opnieuw geruild ditmaal naar de New Jersey Nets. In de ruil werden ook Keith Van Horn, Devin Harris, DeSagana Diop, Maurice Ager, een geldsom en twee eerste ronde draftpicks naar Dallas gestuurd in ruil voor Jason Kidd, Malik Allen en Antoine Wright.
In 2011 speelde hij nog voor de Clarksville Cavaliers uit de American Basketball Association. In 2006 werd hij opgenomen in de Austin Peay Athletics Hall of Fame nadat eerder ook als zijn rugnummer werd teruggetrokken. Na zijn carrière als speler werd hij coach van de Clarksville Sol in de AAU. In 2020 werd hij coach van de meisjesploeg van Clarksville Christian School.

## Erelijst
- Nummer 44 teruggetrokken door de Austin Peay Governors
- Austin Peay Athletics Hall of Fame: 2006

## Statistieken

### Regulier seizoen
| Seizoen  | Team                   | WG  | WS  | MPW  | 2P%  | 3P%  | FW%  | RPW | APW | SPW | BPW | PPW |
| -------- | ---------------------- | --- | --- | ---- | ---- | ---- | ---- | --- | --- | --- | --- | --- |
| 2001/02  | Chicago Bulls          | 78  | 47  | 28,7 | 42,5 | 36,4 | 76,3 | 3,3 | 2,2 | 0,7 | 0,6 | 8,7 |
| 2002/03  | Chicago Bulls          | 82  | 53  | 24,4 | 36,7 | 32,5 | 74,5 | 3,1 | 1,8 | 0,6 | 0,7 | 4,2 |
| 2003/04  | Minnesota Timberwolves | 81  | 74  | 28,0 | 46,5 | 30,8 | 78,7 | 3,2 | 1,6 | 0,4 | 0,7 | 5,0 |
| 2004/05  | Minnesota Timberwolves | 82  | 51  | 25,2 | 47,4 | 9,1  | 78,9 | 2,7 | 1,6 | 0,4 | 0,4 | 6,6 |
| 2005/06  | Minnesota Timberwolves | 77  | 67  | 32,6 | 46,4 | 30,4 | 74,4 | 2,8 | 2,6 | 0,6 | 0,4 | 9,2 |
| 2006/07  | Minnesota Timberwolves | 76  | 68  | 29,3 | 49,0 | 24,0 | 78,3 | 3,2 | 2,7 | 0,3 | 0,3 | 6,7 |
| 2007/08  | Dallas Mavericks       | 37  | 6   | 12,5 | 46,3 | 25,0 | 50,0 | 1,2 | 0,7 | 0,2 | 0,0 | 2,1 |
| 2007/08  | New Jersey Nets        | 26  | 0   | 11,9 | 36,4 | 20,0 | 75,0 | 1,5 | 0,6 | 0,2 | 0,1 | 1,8 |
| 2008/09  | New Jersey Nets        | 53  | 31  | 20,6 | 45,0 | 25,0 | 80,0 | 2,8 | 1,0 | 0,4 | 0,3 | 3,7 |
| 2009/10  | New Jersey Nets        | 52  | 31  | 21,3 | 41,1 | 0,0  | 75,4 | 2,9 | 1,0 | 0,3 | 0,2 | 4,5 |
| Carrière | Carrière               | 644 | 428 | 25,3 | 44,5 | 31,8 | 76,5 | 2,8 | 1,8 | 0,4 | 0,4 | 5,8 |

### Play-offs
| Seizoen  | Team                   | WG | WS | MPW  | 2P%  | 3P%  | FW%  | RPW | APW | SPW | BPW | PPW |
| -------- | ---------------------- | -- | -- | ---- | ---- | ---- | ---- | --- | --- | --- | --- | --- |
| 2003/04  | Minnesota Timberwolves | 18 | 18 | 26,2 | 52,1 | 50,0 | 81,3 | 2,4 | 1,5 | 0,6 | 0,4 | 7,7 |
| Carrière | Carrière               | 18 | 18 | 26,2 | 52,1 | 50,0 | 81,3 | 2,4 | 1,5 | 0,6 | 0,4 | 7,7 |